# Нечаев, Александр Николаевич
Александр Николаевич Нечаев (12 декабря 1902 года, Орёл — 5 июля 1987 года, Москва) — советский военный деятель, Генерал-лейтенант (1943 год).

## Начальная биография
Александр Николаевич Нечаев родился 12 декабря 1902 года в Орле.

## Военная служба

### Довоенное время
В августе 1921 года был призван в ряды РККА, после чего был направлен на учёбу на 2-е Московские пехотные курсы, после окончания которых в сентябре 1922 года был назначен на должность помощника командира взвода 2-й отдельной Московской роты войск ГПУ, а в апреле 1923 года — на должность командира взвода в составе 6-го полка (30-я дивизия войск ГПУ).
В сентябре 1923 года был направлен на учёбу в 8-ю Петроградскую пехотную школу комсостава, а затем был переведён в Киевскую пехотную школу, после окончания которой с октября 1924 года служил в составе 6-й стрелковой дивизии (Московский военный округ) на должностях командира взвода, командира хозяйственной роты 17-го стрелкового полка и командира батальонов в 16-м и 17-м стрелковых полках. В 1925 году вступил в ряды ВКП(б).
В январе 1932 года Нечаев был направлен на учёбу на курсы огневой подготовки при Стрелково-тактическом институте «Выстрел», по окончании в мае того же года был назначен на должность помощника командира 17-го стрелкового полка (6-я стрелковая дивизия), в марте 1933 года — на должность начальника штаба 144-го стрелкового полка (48-я стрелковая дивизия), в июле — на должность руководителя Учебного центра 10-го стрелкового корпуса, в январе 1935 года — на должность начальника 5-й части штаба 84-й стрелковой дивизии, а в мае 1938 года — на должность командира 164-го стрелкового полка (55-я стрелковая дивизия).
В августе 1939 года полковник Александр Николаевич Нечаев был назначен на должность командира сначала 149-й, а затем — на должность командира 113-й стрелковой дивизии, находясь на которой, принимал участие в боевых действиях в ходе советско-финской войны. С апреля 1940 года исполнял должность начальника сначала Орджоникидзеградского, а с июля — Дзержинского пехотных училищ. В апреле 1941 года был назначен на должность начальника Орджоникидзеградского военного автомобильно-мотоциклетного училища.

### Великая Отечественная война
В июле 1941 года Нечаев был назначен на должность командира 283-й стрелковой дивизии (Орловский военный округ), которая в конце сентября того же года была передана в состав оперативной группы под командованием генерала А. Н. Ермакова (Брянский фронт) для принятия в участии в ходе наступательной операции по освобождению Глухова, но 30 сентября противник нанес контрудар по войскам Брянского фронта, после чего перешёл в наступление на орловском направлении. Войска фронта, среди которых оказалась и дивизия под командованием Нечаева, попали в окружение, откуда с тяжёлыми боевыми действиями выходили на тульском направлении. После выхода из окружения дивизия была включена в состав 3-й армии и принимала участие в ходе Тульской оборонительной операции, а затем в Елецкой наступательной операции и освобождении города Ефремов.
В марте 1943 года был назначен на должность командира 28-го стрелкового корпуса, который вскоре принимал участие в ходе Курской битвы, Черниговско-Припятской, Киевской и Житомирско-Бердичевской наступательных операций, а также при освобождении городов Чернигов, Овруч, Коростень, Новоград-Волынский и других, за что генерал-лейтенант Нечаев был награждён орденом Красного Знамени.
В январе 1944 года был назначен на должность заместителя командующего 13-й армией, принимавшей участие в ходе Ровно-Луцкой наступательной операции, а в апреле — на должность командира 106-го стрелкового корпуса, который во время Львовско-Сандомирской наступательной операции принимал участие в ходе освобождения Львова.
В июле 1944 года генерал-лейтенант Александр Николаевич Нечаев был тяжело ранен, после чего был отправлен в госпиталь.

### Послевоенная карьера
После войны генерал-лейтенант Нечаев продолжил лечение, и после своего выздоровления в октябре 1945 года был направлен на учёбу на высшие академические курсы при Высшей военной академии имени К. Е. Ворошилова, после окончания которых в апреле 1947 года был назначен на должность командира 6-го стрелкового корпуса (Северокавказский военный округ), в июне 1948 года — на должность помощника командующего войсками Северокавказского военного округа, а в августе 1949 года — на должность помощника командующего войсками Донского военного округа.
В декабре 1949 года генерал-лейтенант Нечаев был назначен на должность командующего 13-й армией (Прикарпатский военный округ), в апреле 1953 года — на должность помощника командующего 7-й механизированной армией по пехоте, в октябре 1954 года — на должность 1-го заместителя командующего этой армией, в феврале 1955 года — на должность главного военного советника при казарменной народной полиции ГДР, в феврале 1956 года — на должность главного военного советника министра национальной обороны ГДР, а в марте 1959 года — на должность старшего представителя главнокомандующего объединенными вооруженными силами государств-участников Варшавского Договора в национальной народной армии ГДР.
С января 1960 года генерал-лейтенант Александр Николаевич Нечаев находился в распоряжении главнокомандующего Сухопутными войсками и в сентябре того же года был уволен в отставку. Умер 5 июля 1987 года в Москве.

## Награды
- Два ордена Ленина;
- Четыре ордена Красного Знамени;
- Орден Суворова 2 степени;
- Орден Кутузова 2 степени;
- Орден Отечественной войны 1 степени;
- Медали СССР.

### Иностранные награды
- Командор Ордена Британской Империи Великобритания (1944)[1]